# Fukushima Kenjin do Brasil
O Fukushima Kenjinkai é uma associação dos imigrantes e descendentes da província (ken) de Fukushima. É também o canal oficial de comunicação com a província. Fica em São Paulo, capital e existem numerosos shibus (sedes regionais) espalhadas pelo Brasil. Cada uma das sedes é um centro de difusão de cultura, sempre mobilizando um grande numero de pessoas para a realização de diversas atividades durante o ano.

## Seinenbu
O Seinenbu, Departamento de Jovens do Kenjinkai, data de 1980 idealizado por Hitoshi Sakurai. Mas devido à ausência de jovens participantes na época, o Seinenbu só saiu do papel 5 anos depois.
É confeccionado o jornalzinho chamado beko’s a cada trimestre e o site a fim de informar os sócios e manter um intercâmbio de amizade com os bolsistas no Japão, amigos e com o governo de Fukushima.

## Eventos
Fukushima Kenjinkai juntamente com o Seinenbu participa e promove eventos durante todo o ano, sendo alguns deles fixos e outros não.
- Shinnenkai
- Yakissoba Matsuri de Mogi
- Bazar da Pechincha
- Akimatsuri
- Festival do Japão
- Fukushima Karokê
- Bonenkai